# Берес (митология)
Берес (на старогръцки: Βέρης) в древногръцката митология е епонимът на тракийския град Берес, който може да бъде идентифициран с Бер (Верия).

## Описание
Теаген във II век пише в незапазената си „Македоника“ и цитирана от Стефан Византийски, че Берес е син на Македон и баща на Олган, Миеза и Бероя.